# Station Piotrków Trybunalski
Station Piotrków Trybunalski is een spoorwegstation in de Poolse plaats Piotrków Trybunalski.